# 26993 Літлвуд
26993 Літлвуд (26993 Littlewood) — астероїд головного поясу, відкритий 3 грудня 1997 року.
Тіссеранів параметр щодо Юпітера — 3,255.